# Augusto Fernández Guardiola
Augusto Fernández Guardiola (Madrid, 24 de marzo de 1921 - Ciudad de México, 19 de mayo de 2004) fue un médico, catedrático, académico e investigador español nacionalizado mexicano. Se especializó en la neurofisiología y neuropsiquiatría. Realizó investigaciones sobre los mecanismos neuronales que subyacen a la epilepsia, particularmente sobre la relación que tienen dichos mecanismos con el sistema límbico.

## Estudios y docencia
Su padre fue el pintor y locutor Augusto Fernández Sastre. El 2 de marzo de 1939 abandonó su país natal en el barco Stanbrook durante el exilio republicano a consecuencia del triunfo franquista de la guerra civil española. Realizó estudios de medicina en la Universidad Nacional Autónoma de México (UNAM) obteniendo su licenciatura en 1946 con la tesis Estudios de algunos factores que determinan el curso de la regeneración en el nervio. Viajó a Francia para estudiar una maestría en neurofisiología y un doctorado en ciencias biológicas en la Universidad de Aix y de Marsella. Obtuvo sus títulos con la tesis  La voie visuelle du Chat: mécanisme de contrôle et de régulation.  A su regreso a México realizó estudios posdoctorales de Fisiología avanzada con el doctor Arturo Rosenblueth Stearns  y de Neuropsiquiatría con el doctor Ramón de la Fuente Muñiz. Impartió cátedra en la Facultad de Psicología de su alma mater.

## Investigador y académico
Es considerado uno de los pioneros de la investigación en neurofisiología en México. Realizó investigaciones en el Instituto de Nacional de Neurología y Neurocirugía, en la Facultad de Psicología de la UNAM y en el Instituto Mexicano de Psiquiatría. Fue miembro del Sistema Nacional de Investigadores.
Promovió la creación del laboratorio de sueño y reorganizó la Unidad de Investigaciones Cerebrales del Instituto Nacional de Neurología y Neurocirugía. Asimismo promovió la creación de la División de Investigaciones en Neurociencias en el Instituto Mexicano de Psiquiatría. Colaboró en la creación del laboratorio de psicofisiología de la Universidad de La Habana. Promovió la creación de la Escuela Iberoamericana de Neurociencia de la Universidad Internacional de Andalucía, cuyo programa de doctorado se utiliza también en la Universidad Pablo de Olavide.
Durante su estancia en Cuba mantuvo contacto con Fidel Castro y el Che Guevara. En Cuernavaca, fue vecino y amigo de Gabriel García Márquez, de quien se dice lo retrató en el personaje de Melquíades en su obra Cien años de soledad.

## Obras publicadas
Fue autor o coautor de más de ciento ochenta trabajos de divulgación científica. Entre algunos de sus títulos se encuentran:
- “The influence of the cerevellum on experimental epilepsy”, en coautoría con el doctor R. S. Dow en 1962.
- “Amygdaloid kindling enhances the enkephalin content in the rat brain”, en coautoría con el doctor Osvaldo Vindrola en 1981.
- La aventura del cerebro
- La conciencia
- Neurociencias en el exilio español en México.

## Premios y distinciones
- Beca por el Instituto Francés de América Latina de 1958 a 1959.
- Premio Nacional de la Industria Químico-Farmacéutica en dos ocasiones.
- Condecoración “Eduardo Liceaga” por el Consejo de Salubridad General en 1975.
- Premio “Miguel Otero” por la Secretaría de Salud en 1980.
- Premio Nacional de Psiquiatría “Doctor Manuel Camelo” en 1987.
- Premio Universidad Nacional en el área de Investigación de Ciencias Naturales por la Universidad Nacional Autónoma de México en 1992.
- Profesor Emérito por la Facultad de Psicología de la Universidad Nacional Autónoma de México en 1993.
- Premio “Dr. Máximo Ruiz Castañeda” otorgado por la Academia Nacional de Medicina de México en 1994.
- Premio Nacional de Ciencias y Artes en el área de Ciencias Físico-Matemáticas y Naturales  por el Gobierno Federal de México en 1999.